# Metrologie
Metrologie je vědní a technický obor, který se zabývá měřením různých technických a fyzikálních veličin, tedy např. tvorbou metod měření a zkoumáním vztahu mezi měřenou a skutečnou hodnotou veličiny.
Podoborem metrologie je legální (zákonná) metrologie, která se zabývá definováním a standardizací měrných jednotek pro stanovení velikosti veličin a pravidel pro jejich používání. Jednotky jsou obvykle realizovány etalonem (standardem). Na úrovni států jsou výkonem legální metrologie zmocněny národní metrologické instituty a na mezinárodní je to Mezinárodní úřad pro míry a váhy (BIPM). Mezinárodní standardizaci zajišťuje Mezinárodní organizace pro zákonnou metrologii (OIML) a akreditaci organizace Mezinárodní spolupráce pro akreditaci zkušebních a kalibračních laboratoří (ILAC). Světový den metrologie je 20. května (od roku 2024 se opírá o usnesení Generální konference UNESCO).

## Organizace legální metrologie v České republice
V ČR je nejvyšší institucí působící v oblasti metrologie Ministerstvo průmyslu a obchodu ČR (MPO).
Pod něj spadají v oblasti metrologie další instituce: Úřad pro technickou normalizaci, metrologii a státní zkušebnictví (ÚNMZ) a jím zřízená Česká agentura pro standardizaci (ČAS), Český metrologický institut (ČMI), a Český institut pro akreditaci (ČIA).
Dalšími subjekty na nižším stupni jsou Autorizovaná metrologická střediska (AMS) a Střediska kalibrační služby (SKS).
Ještě pod nimi jsou jednotliví výrobci, opravci a organizace provádějící montáž měřidel a na konci uživatelé měřidel.